# Radar Lichtenstein

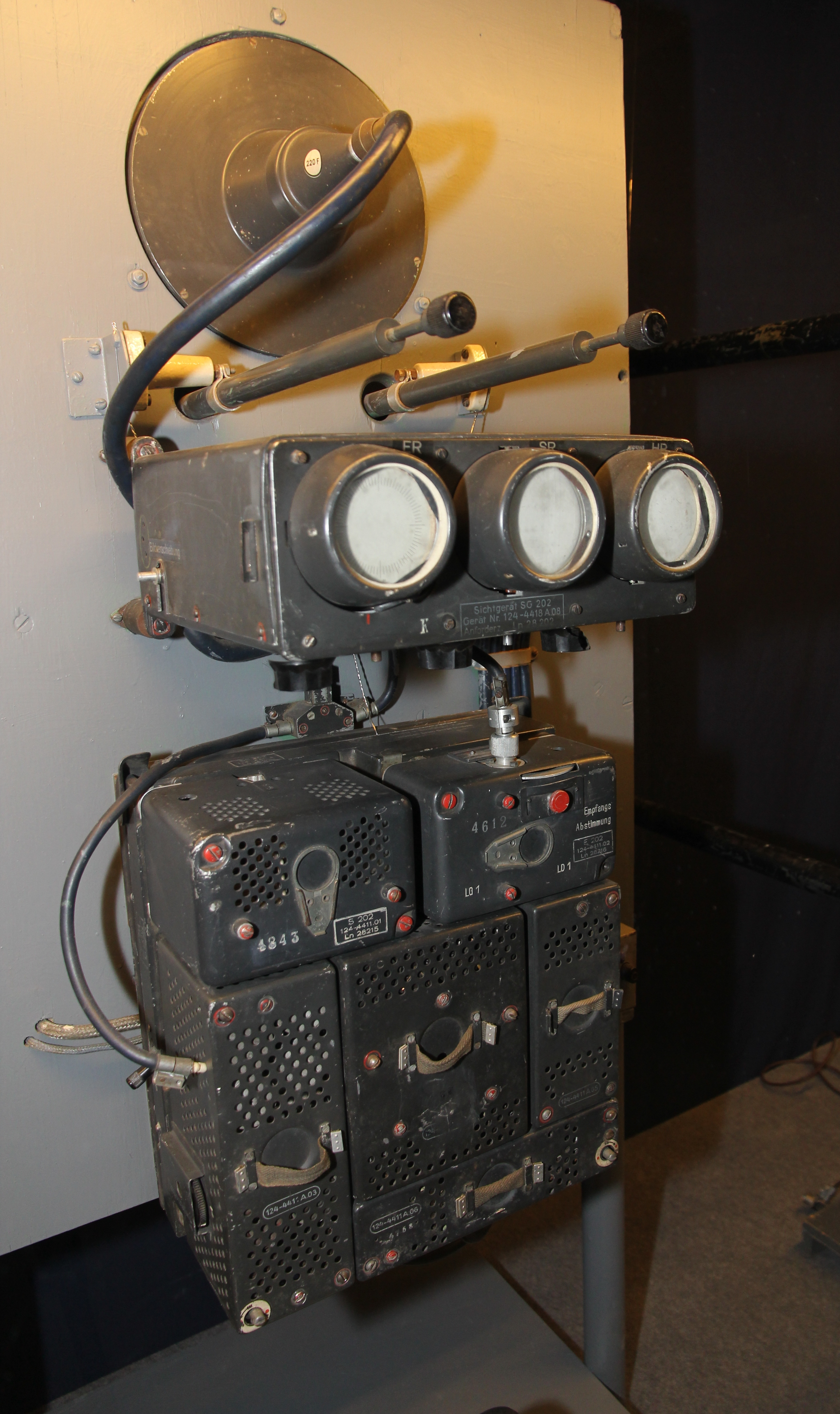
Lichtenstein FuG 202.

El radar Lichtenstein es trobava entre els primers radars aerotransportats de la Luftwaffe durant la Segona Guerra Mundial i el primer que es va utilitzar exclusivament per a la interceptació aèria. Desenvolupat per Telefunken, va estar disponible en almenys quatre versions principals, anomenades FuG 202 Lichtenstein B/C, FuG 212 Lichtenstein C-1, FuG 220 Lichtenstein SN-2 i el molt rarament utilitzat FuG 228 Lichtenstein SN-3. (FuG és l'abreviació de Funk-Gerät, aparell de ràdio).

## Història i desenvolupament
El sistema va ser desenvolupat per l'empresa Telefunken. L'estiu de 1939, Telefunken desenvolupà un altímetre per radar. Però el RLM no va mostrar-ne interès. L'abril del 1940 la necessitat d'un dispositiu de radar per a avions de caça nocturna es fa evident, l'altímetre per radar és redissenyat per a aquest propòsit i estarà a punt per provar-se en poques setmanes, però el RLM insisteix que les antenes es muntin a l'interior de l'aeronau. A la tardor queda clar que és impossible complir amb aquest requisit. Després es trigarà gairebé un any més fins que el radar estigui equipat amb les antenes polaritzades horitzontalment muntades fora de l'avió i amb un abast de 2–3 km.

## Variants[2]

### FuG 202 Lichtenstein B/C

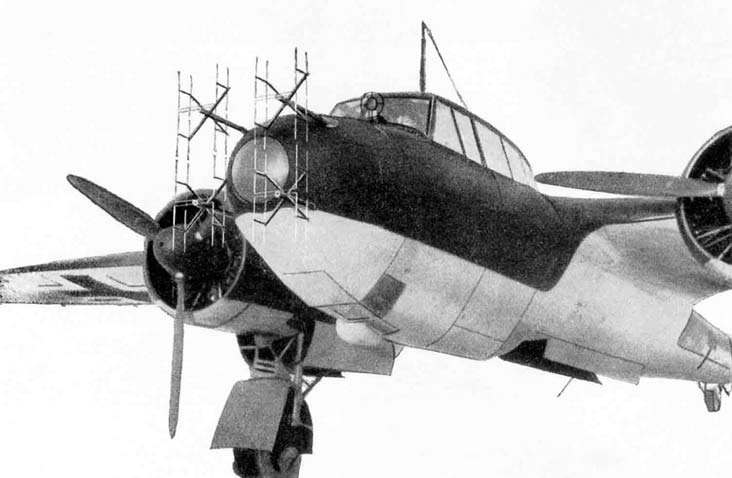
Antena Matratze d'un radar FuG 202 Lichtenstein en un Do 17

Els primers equips FuG 202 Lichtenstein B/C no es van posar en servei fins al 1942. La seva potència màxima de sortida era d'1,5 kW amb una longitud d'ona de 75 cm, o 490 MHz a la banda baixa de l'UHF. El conjunt requeria d'un agrupament complex d'antenes anomenat "Matratze" (matalàs) que incloïa 32 dipols disposats en quatre grups de vuit dipols, cada grup quedava fixat en un màstil dirigit cap endavant.

### FuG 212 Lichtenstein C-1
Durant el 1943, el Lichtenstein B/C es va modificar i va prendre el nom de FuG 212 Lichtenstein C-1 amb un abast més gran, un angle de visió ampliat i que encara funciona en les freqüències de 420 a 480 MHz mitjançant el sistema d'antenes matratze. Al mateix temps, els britànics eren cada cop més experts en l'art interferir els radars alemanys. L'abril del 1943, un caça nocturn Ju 88 R-1, va aterrar a Escòcia, permetent així capturar, per primera vegada, un radar alemany en funcionament. La captura d'aquest radar va millorar significativament el sistema de contra-mesures Window (Finestra) i el Lichtenstein B/C i C1 van quedar pràcticament inutilitzats durant diverses setmanes crucials.

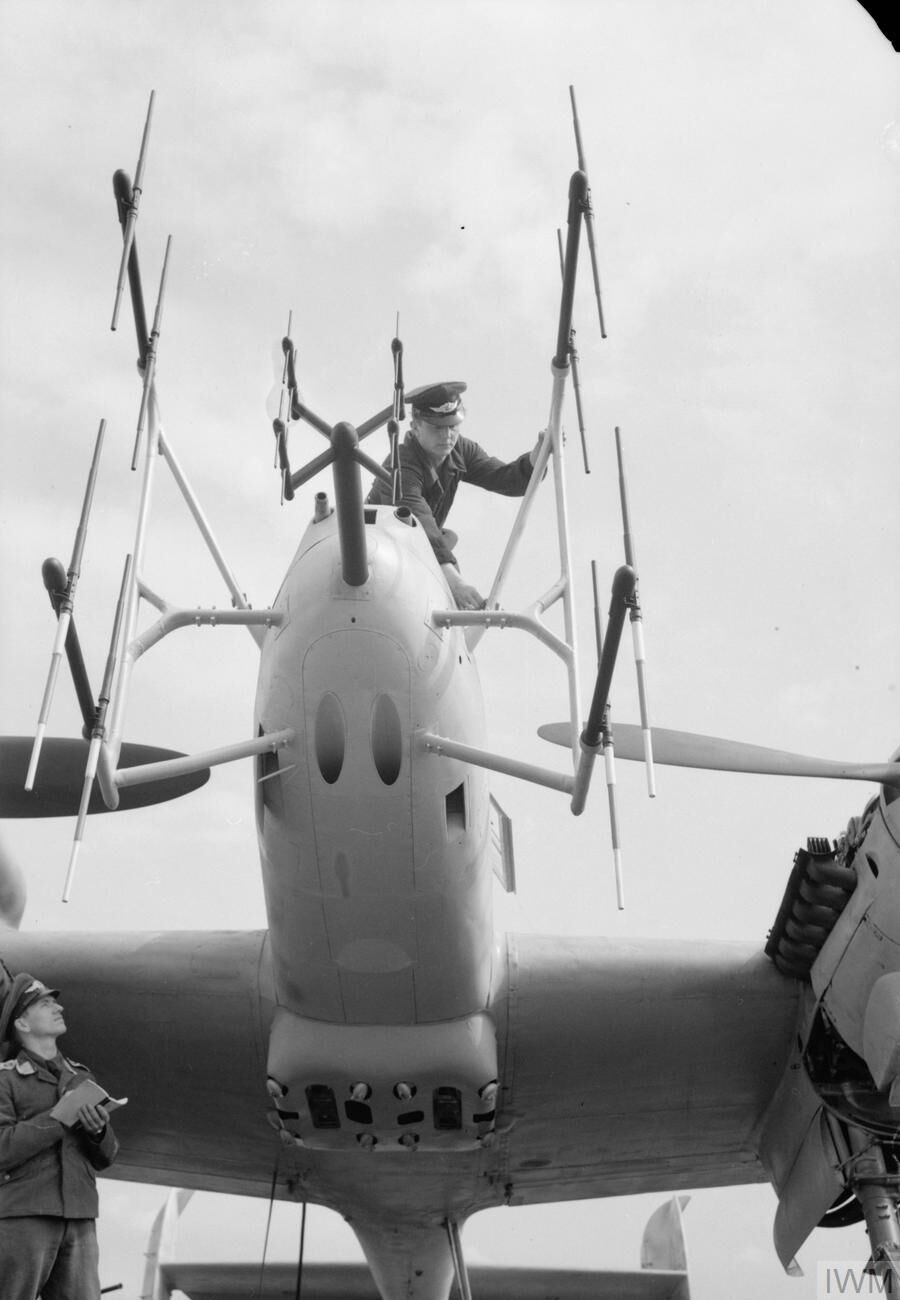
Antenes dels radars FuG 220 (exterior) i FuG 202 (centre) en un Bf 110

### FuG 220 Lichtenstein SN-2
Cap a finals de 1943, la Luftwaffe va començar a posar en servei el FuG 220 Lichtenstein SN-2 que funcionava en una longitud d'ona més llarga situada a la part inferior de la banda VHF (90 MHz) molt menys sensible a la interferència electrònica, però que requeria d'antenes significativament més grosses, les Hirschgeweih (Banyes de cérvol). Aquestes noves antenes només tenin vuit dipols i semblen una versió ampliada de la punta de les antenes Matratze. Aquest dispositiu reduïa la velocitat de l'avió en uns 50 km/h.
El rang mínim del primer SN-2 era massa alt, al voltant dels 500 m, cosa que deixava massa espai sense cobertura de radar davant de l'aeronau. Els enginyers alemanys van decidir llavors mantenir a bord equips B/C o C-1 modificats, amb els seus quatre pals d'antena Matratze, actuant com a radar de curt abast. La resistència aerodinàmica era tan excessiva amb els dos conjunts d'antenes que va provocar l'instal·lació dels equips Fug 202 reduïts a un sol màstil, dels quatre, situat al centre del morro de l'aeronau. Les millores de la primavera de 1944 van permetre reduir considerablement l'abast mínim dels nous SN-2 de manera que es van poder eliminar els antics equips de radar UHF FuG 202.
El juliol del 1944, la nova versió del SN-2 va caure en mans dels aliats quan un Ju 88 G-1 va prendre un balisa d'aterratge en la direcció equivocada i va acabar per error a la base militar britànica RAF Woodbridge sense que la tripulació se n'adonés. Quan es van adonar del seu error, va ser massa tard per destruir el radar a bord i l'equip d'IFF. Això va permetre als britànics de recopilar la informació necessària per conèixer efectivament les diverses bandes de freqüència del FuG 220 (bandes I a III, és a dir, 72, 81 i 90 MHz), però moltes altres bandes continuen operatives. Com a resultat de la interferència aliada, es van millorat les matrius d'antenes del FuG 220 i es van modificar els dipols verticals per aconseguir una polarització en diagonal de 45 graus.